# Cyrtopodion fortmunroi
Cyrtopodion fortmunroi är en ödleart som beskrevs av  Muhammad Sharif Khan 1993. Cyrtopodion fortmunroi ingår i släktet Cyrtopodion och familjen geckoödlor. IUCN kategoriserar arten globalt som livskraftig. Inga underarter finns listade i Catalogue of Life.